# Contea di Rusk (Texas)
La contea di Rusk in inglese Rusk County è una contea dello Stato del Texas, negli Stati Uniti. La popolazione al censimento del 2010 era di 53 330 abitanti. Il capoluogo di contea è Henderson. Il nome della contea deriva da Thomas Jefferson Rusk, politico statunitense, primo Ministro della Difesa della Repubblica del Texas e Presidente pro tempore del Senato degli Stati Uniti nel 1857.

## Geografia
| Anno | Popolazione | ±%     |
| ---- | ----------- | ------ |
| 1850 | 8,148       | Note:  |
| 1860 | 15,803      | 93.9%  |
| 1870 | 16,916      | 7.0%   |
| 1880 | 18,986      | 12.2%  |
| 1890 | 18,559      | −2.2%  |
| 1900 | 26,099      | 40.6%  |
| 1910 | 26,946      | 3.2%   |
| 1920 | 31,689      | 17.6%  |
| 1930 | 32,484      | 2.5%   |
| 1940 | 51,023      | 57.1%  |
| 1950 | 42,348      | −17.0% |
| 1960 | 36,421      | −14.0% |
| 1970 | 34,102      | −6.4%  |
| 1980 | 41,382      | 21.3%  |
| 1990 | 43,735      | 5.7%   |
| 2000 | 47,372      | 8.3%   |
| 2010 | 53,330      | 12.6%  |

Secondo l'Ufficio del censimento degli Stati Uniti d'America la contea ha un'area totale di 938 miglia quadrate (2430 km²), di cui 924 miglia quadrate (2390 km²) sono terra, mentre 14 miglia quadrate (36 km², corrispondenti all'1,5% del territorio) sono costituiti dall'acqua.

### Strade principali
- Interstate 69 (in costruzione)
- U.S. Highway 59
- U.S. Highway 79
- U.S. Highway 84
- U.S. Highway 259
- State Highway 42
- State Highway 43
- State Highway 64
- State Highway 149
- State Highway 315
- State Highway 322
- State Highway 323

### Contee adiacenti
- Gregg County (nord)
- Harrison County (nord-est)
- Panola County (est)
- Shelby County (sud-est)
- Nacogdoches County (sud)
- Cherokee County (sud-ovest)
- Smith County (nord-ovest)

## Istruzione
Nella contea sono presenti i seguenti distretti scolastici:
- Carlisle ISD
- Cushing ISD
- Garrison ISD
- Henderson ISD
- Kilgore ISD
- Laneville ISD
- Leverett's Chapel ISD
- Mount Enterprise ISD
- Overton ISD
- Rusk ISD
- Tatum ISD
- West Rusk ISD

La prima scuola ad essere costruita nella contea ufficialmente è stata la Rusk County Academy